# 12033 Anselmo
12033 Anselmo este un asteroid din centura principală de asteroizi.

## Descriere
12033 Anselmo este un asteroid din centura principală de asteroizi. A fost descoperit pe 31 ianuarie 1997 la Cima Ekar de Maura Tombelli și Ulisse Munari. Asteroidul prezintă o orbită caracterizată de o semiaxă mare de 3,23 ua, o excentricitate de 0,11 și o înclinație de 2,6° în raport cu ecliptica.